# Elliðavatn
Elliðavatn je jezero na Islandu s vodní plochou 1,8 km². Nachází se v oblasti Reykjavíku.
Jezero se nachází jihovýchodně od Reykjavíku nedaleko přírodní rezervace Heiðmörk, přičemž jeho východní břeh je součástí tohoto chráněného území. Do jezera vtékají řeky Bugðá, Suðurá, Hólmsá a je odvodňované řekou Elliðaár, která se přibližně po 5 km vlévá do zálivu Elliðaárvogur. Zdrojnice pramení v sopečném pohoří Bláfjöll, proto má voda často zvýšený obsah síry.
Na jezeře byla postavena první vodní elektrárna Reykjavíku.[zdroj⁠?!]